# Apalachin (Nueva York)
Apalachin es un lugar designado por el censo ubicado en el condado de Tioga en el estado estadounidense de Nueva York. En el año 2000 tenía una población de 1126 habitantes y una densidad poblacional de 294 personas por km².

## Geografía
Apalachin se encuentra ubicado en las coordenadas 42°4′28″N 76°9′23″O / 42.07444, -76.15639.

## Demografía
Según la Oficina del Censo en 2000 los ingresos medios por hogar en la localidad eran de $38 636, y los ingresos medios por familia eran $42 647. Los hombres tenían unos ingresos medios de $21 902 frente a los $25 357 para las mujeres. La renta per cápita para la localidad era de $14 927. Alrededor del 11% de la población estaban por debajo del umbral de pobreza.